# Казе Падернели (Порденоне)
Казе Падернели је насеље у Италији у округу Порденоне, региону Фурланија-Јулијска крајина.
Према процени из 2011. у насељу је живело 59 становника. Насеље се налази на надморској висини од 17 м.